# Campo di concentramento di Mittelbau-Dora

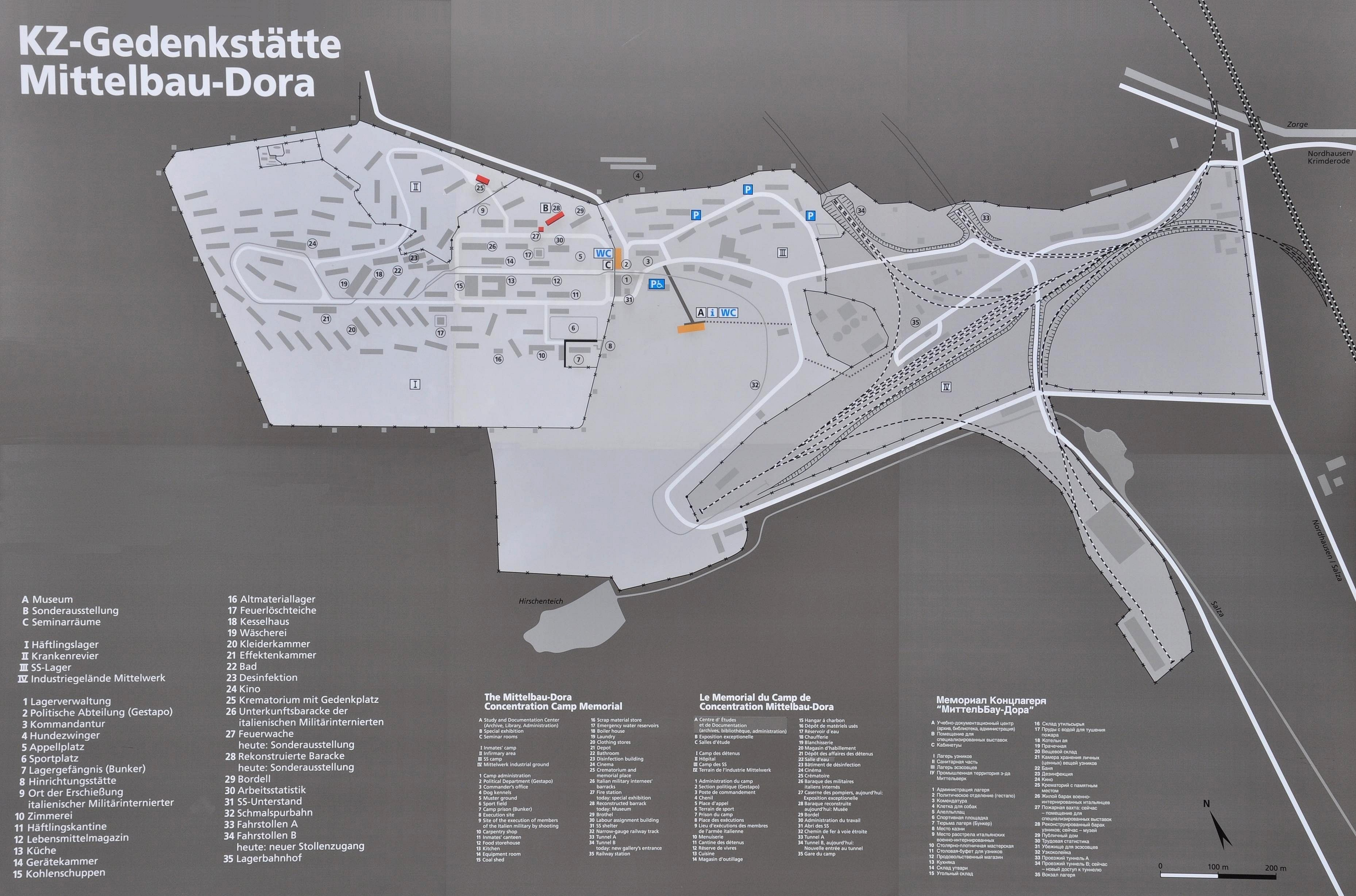
Mappa del campo con indicazioni in inglese, francese e russo.

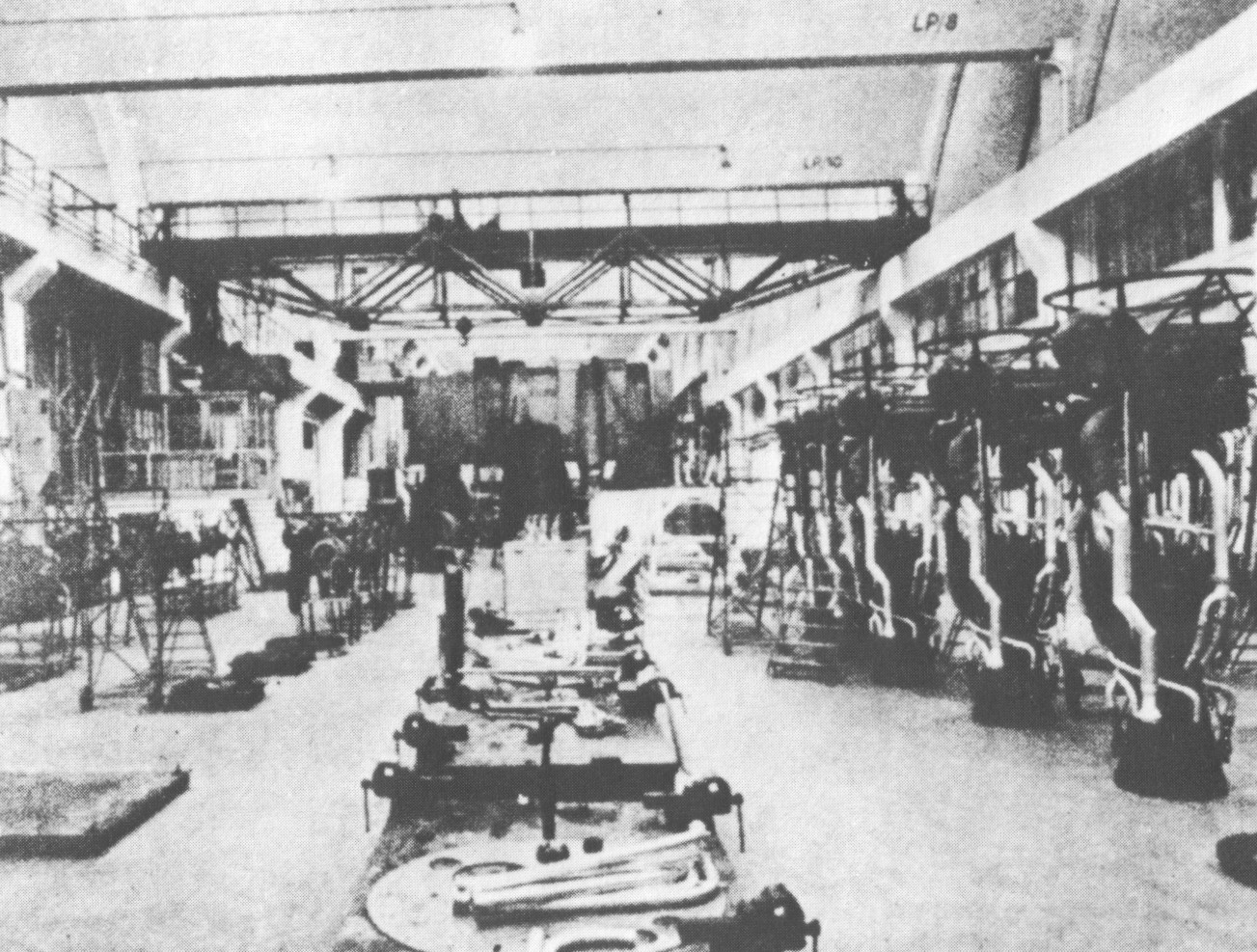
Interni della fabbrica d'armi del campo di Mittelbau-Dora.

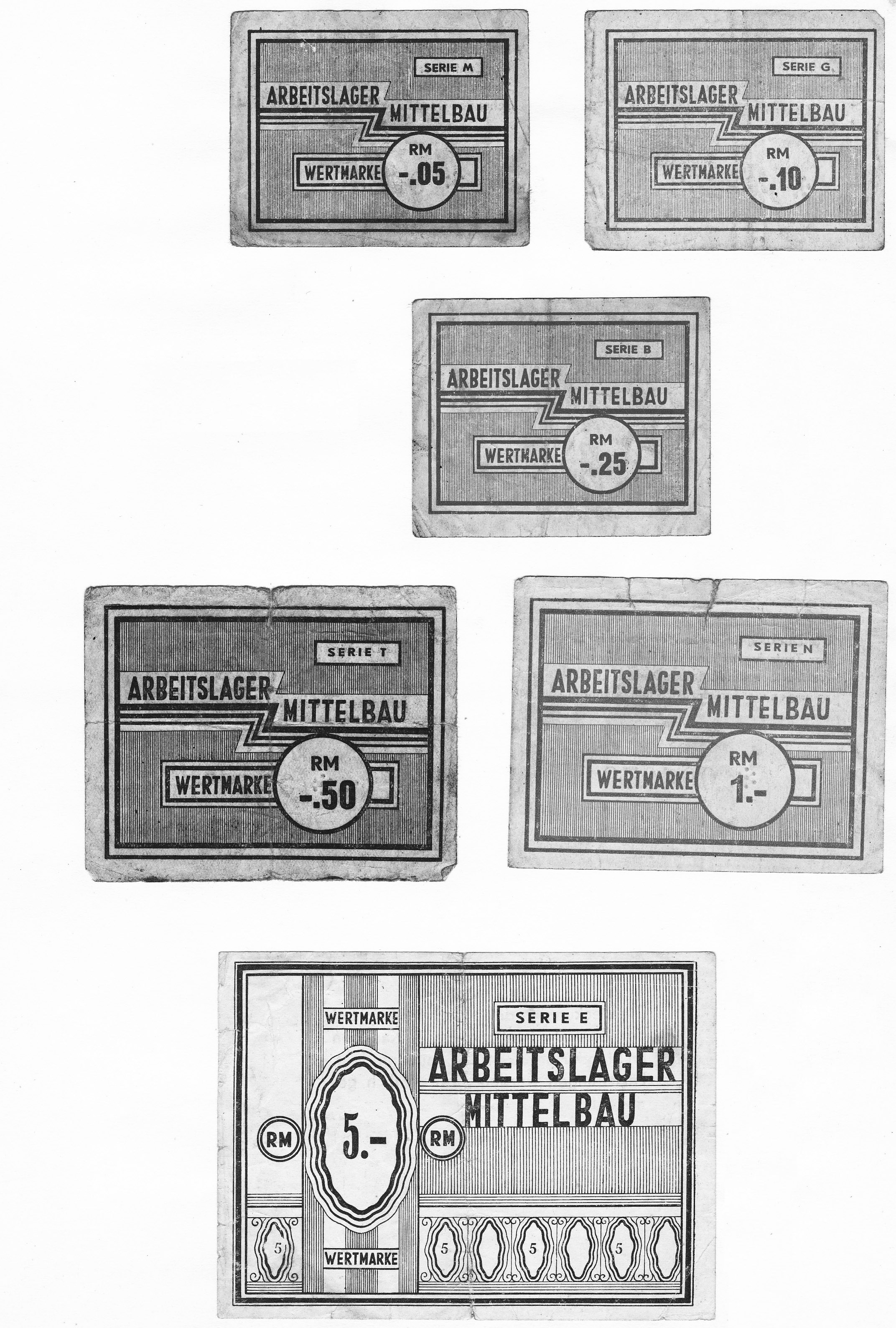
Soldi del campo

Il campo di concentramento di Mittelbau-Dora fu un campo di concentramento nazista costruito nel 1944 presso Nordhausen, in Germania, a sud della catena montuosa Harz della Turingia.

## Descrizione
Il campo venne esplicitamente costruito per la produzione delle Wunderwaffe tedesche, in particolare i missili V2. Alle sue dipendenze lavoravano altri 40 sottocampi.
La gran parte dei prigionieri era costituita da uomini, anche se un piccolo contingente di donne era presente nel sottocampo di Gross-Werther; ad oggi, comunque, è noto il nome di una sola guardia donna che servì a Dora, la Lagerführerin Erna Petermann. È noto comunque che il trattamento riservato alle donne ivi internate non fu meno duro di quello degli uomini.
In totale furono 60.000 i prigionieri internati, dei quali 12.000 "ufficialmente" morirono; il totale delle morti è comunque stimato intorno alle 20 000 persone, comprendenti quelle perite durante i bombardamenti sulle installazioni militari e industriali e quelle evacuate durante le marce della morte nel 1945.
Lo scrittore Boris Pahor, internato per un periodo nel sottocampo di Harzungen, ha testimoniato riguardo alle condizioni dei deportati:
(Boris Pahor)
Fu a Dora-Mittelbau che nei giorni successivi alla liberazione fu trovato in un ex-alloggiamento delle SS l'Auschwitz Album, una collezione di circa 200 fotografie scattate da militari SS al campo di sterminio di Birkenau (Auschwitz II) nel maggio-giugno 1944. L'album probabilmente apparteneva a Richard Baer, che dal maggio 1944 al gennaio 1945 era stato comandante ad Auschwitz prima di assumere il comando del campo di concentramento di Dora-Mittelbau.

## Lista dei sottocampi di Mittelbau-Dora
- Artern,
- Blankenburg,
- Gross-Werther,
- Harzungen,
- Hohlstedt,
- Kleinbodungen,

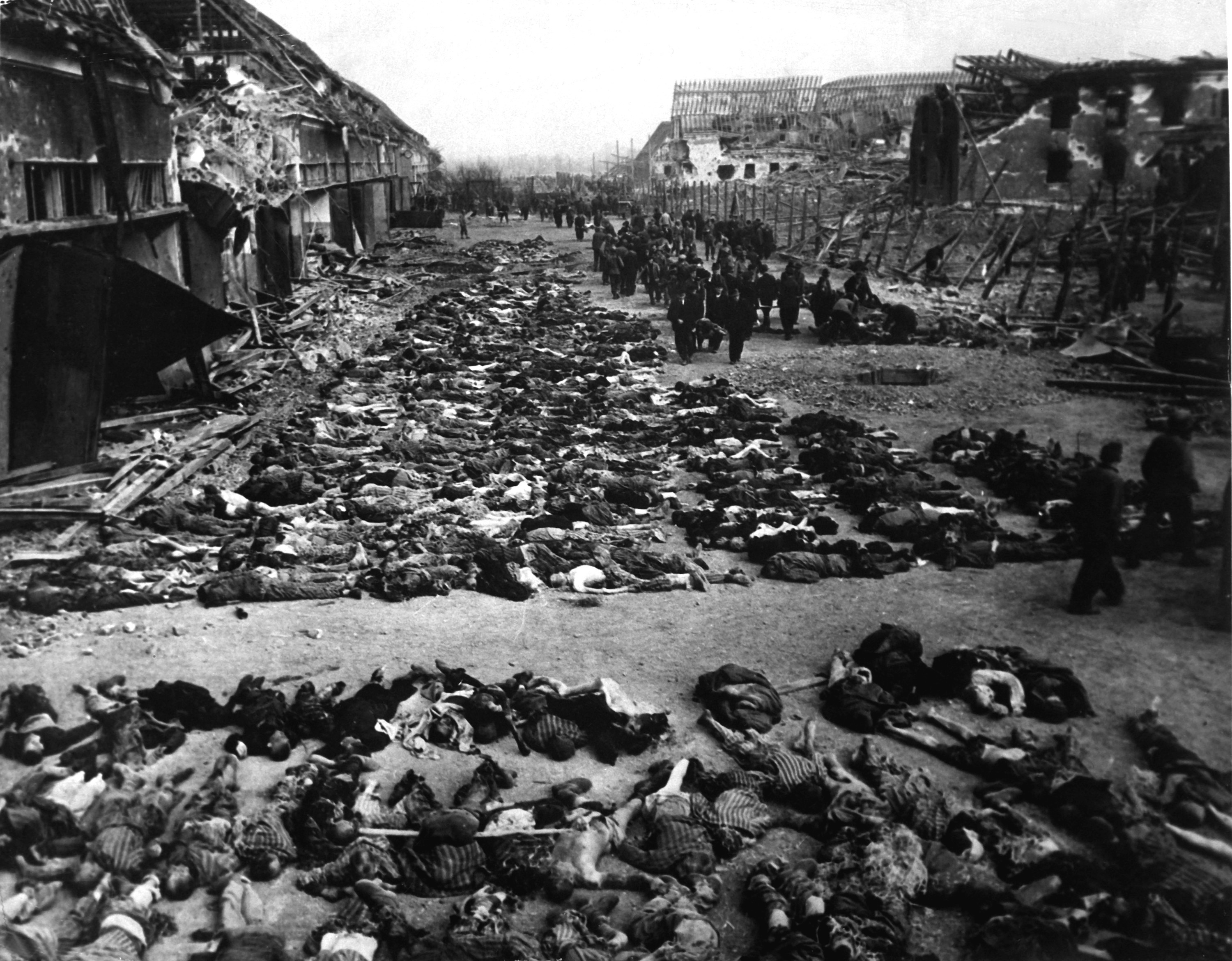
12 aprile 1945, le Boelcke-Kaserne (baracche Boelcke) a sud-est della città di Nordhausen, bombardata fra il 3 e il 4 aprile 1945 dall'aviazione britannica. L'attacco aereo distrusse gran parte della città (che all'epoca contava circa 40000 abitanti), causando la morte di circa 8800 persone, fra cui 1300 prigionieri confinati nelle baracche. Vi venivano reclusi i moribondi del campo di Mittelbau-Dora e a partire dal gennaio del 1945 il loro numero crebbe da qualche centinaio a oltre seimila, con una mortalità che arrivava a cento persone al giorno.

- Langenstein-Zwieberge (sottocampo anche di Buchenwald),
- Niedersachswerfen,
- Nordhausen,
- Osterode am Harz,
- Roßla,
- Rottleberode,
- Salza/Thüringen,
- Sangerhausen,
- Sollstedt,
- Wieda,
- Woffleben
- Squadre di costruzione composte esclusivamente da polacchi:
  - Baubrigade 4,
  - Baubrigade 7,
  - Baubrigade I,
  - Baubrigade III,
  - Baubrigade IV,
  - Baubrigade V - West,
  - Baubrigade VI,

### Memorie di deportati italiani
- Pio Bigo, Il triangolo di Gliwice – Memoria di sette lager, Edizioni dell'Orso, Alessandria 1998, ISBN 88-7694-347-1.
- Osiride Brovedani, Da Buchenwald a Belsen - Memorie di un deportato, ristampa 2017, ISBN 9788894241730.
- Aldo Valerio Cacco, Un clarinetto nel Lager: diario di prigionia 1943-1945, (a cura di Patrizio Zanella), Messaggero, Padova 2009, ISBN 978-88-250-1943-8.
- Mario D'Angelo, Nei tunnel delle V2. Memorie di un deportato a Dora, Mursia, Milano 2008, ISBN 978-88-425-3573-7.
- Carlo Slama, Lacrime di pietra,  Ugo Mursia Editore 2003, ISBN 978-88-425-3079-4.
- Calogero Sparacino, Diario di prigionia, Edizioni La Pietra, Milano 1984.

### Altre fonti
- Boris Pahor, Triangoli rossi. I campi di concentramento dimenticati, con la collaborazione di Tatjana Rojc, Milano, Bompiani, 2015, ISBN 978-88-4527-945-4.
- Richard Pouzet, Dora. Propos d'un bagnard à ses enfants, 1946.